# Andre Laws
Andre Bennet Laws, (Sacramento, 20 de setembro de 1980) é um jogador de basquetebol.

## Carreira
Atualmente joga pelo São José 

## Honras
- All-Star Game Liga Mexicana: 2003, 2004 e 2007[1]
- All-Star Game da Liga Argentina: 2009, 2010 e 2011[1]

## Títulos
Atenas Cordoba
- Copa Argentina: 2008[1]
- Liga Argentina: 2009

São José Basketball
- Campeonato Paulista: 2012
- Jogos Regionais: 2011
- Jogos Abertos do Interior: 2011
- Vice-campeão do Novo Basquete Brasil: 2011/12